# Хипербола (литература)
 Тази статия е за стилистичната фигура.  За геометричната крива вижте Хипербола.  
Хиперболата в литературата е вид троп или стилистична фигура, която представлява силно преувеличаване на образи, предмети и действия с цел авторът да изведе на преден план съществените им особености и да изрази емоционалното си отношение към тях. Хиперболата представя съзнателно преувеличение на характеристиката на предмет, на човек или на действие.
Пример: „От сто години не съм те виждал!“ – Силно преувеличава. А всъщност той има предвид, че не го е виждал от много време.
Най-простото обяснение е преувеличаване на качествата на предмет, човек или др.
Пример: Той е ужасно силен. – А всъщност изобщо не е.
Пример:
| „              | Порти да целуна, ще избухне пламък, либе, отвори ми! Или си от камък? | “ |
| (П. К. Яворов) |                                                                       |   |

.
Противоположни на хиперболата са литотата и мейозата.